# پاکاتیانوس
پاکاتیان یا پاکاتیانوس با نام کامل تیبریوس کلودیوس مارینوس پاکاتیانوس (به لاتین: Tiberius Claudius Marinus Pacatianus) (درگذشتهٔ ۲۴۸) غاصب امپراتوری روم به‌مدت چند هفته در زمان حکومت فیلیپ عرب، امپراتور وقت روم بود. پاکاتیانوس که فرماندهی سپاهیان روم در پانونیا و موئسیا را برعهده داشت در اوایل تابستان ۲۴۸ از سوی آنان امپراتور نامیده شد اما تنها چند هفته پس از غصب این عنوان به دست سربازان خودش به قتل رسید.